# فهرست بازیکنان خارجی فوتبال ایران پیش از سال ۲۰۰۱
این فهرست شامل بازیکنان فوتبالی است که پیش از سال ۲۰۰۱ در لیگ برتر خلیج فارس بازی کرده‌اند. تمامی بازیکنان زیر خارج از ایران متولد شده‌اند و برای تیم ملی فوتبال ایران بازی نکرده‌اند.
- بازیکنانی که به صورت پررنگ نوشته شده‌اند عضو تیم ملی فوتبال کشورشان بوده‌اند.

## آذربایجان
- Ilham Kanbarov - ذوب‌آهن - ۱۹۹۷-۱۹۹۸
- رأفت قلی‌اف - استقلال - ۲۰۰۰-۲۰۰۱

## ارمنستان
- هاروتیون آبراهامیان - کشاورز - ۱۹۹۶–۱۹۹۷
- Sevada Arzumanyan - آرارات - ۱۹۹۵–۱۹۹۶
- Vahan Arzumanyan - کشاورز - ۱۹۹۶–۱۹۹۷
- Hrachik Avetisyan - برق شیراز - ۱۹۹۷–۱۹۹۸
- Garnik Hovhannisyan - تراکتورسازی - ۲۰۰۰–۲۰۰۱
- Nevik Huvukhuyan - شموشک - ۱۹۹۶–۱۹۹۷
- Sergei Hayerbabamyan - شموشک - ۱۹۹۶–۱۹۹۷
- Nevrou Khachaturyan - تراکتورسازی - ۲۰۰۰–۲۰۰۱
- آبراهام خاشمانیان - تراکتورسازی - ۲۰۰۰–۲۰۰۱
- Aravik Markosyan - تراکتورسازی - ۲۰۰۰–۲۰۰۱
- Aradus Matusyan - برق شیراز - ۱۹۹۷–۱۹۹۸
- آرا نیگویان - آرارات - ۱۹۹۵–۱۹۹۶، باشگاه فوتبال ذوب‌آهن اصفهان - ۱۹۹۶–۱۹۹۸
- Anushavan Pahlevanyan - شموشک - ۱۹۹۶–۱۹۹۷
- آرمناک پطروسیان - سپاهان - ۱۹۹۶–۲۰۰۳
- Odik Partisyan - تراکتورسازی - ۲۰۰۰–۲۰۰۱
- Slavik Sevekazyan - ذوب‌آهن - ۱۹۹۷–۱۹۹۸
- لوون استپانیان - آرارات - ۱۹۹۵–۱۹۹۶، سپاهان - ۱۹۹۶–۲۰۰۱
- Aramis Tonoyan - کشاورز - ۱۹۹۶–۱۹۹۷، سپاهان ۱۹۹۷–۱۹۹۸

## انگلستان
- آلن ویتل - پرسپولیس - ۱۹۷۷-۱۹۷۸

## عراق
- مهند مهدی النداوی - نفت آبادان - ۱۹۹۹-۲۰۰۰

## نیوزلند
- بیلی مک‌کلور - پرسپولیس - ۱۹۷۷

## نیجریه
- سعید آگین ساگنا - پورا، بانک تجارت - ۱۹۹۱-۱۹۹۳

## رومانی
- Marian Ginaro - شهرداری تبریز - ۱۹۹۵-۱۹۹۶

## روسیه
- سرگی پونومارف - ذوب‌آهن - ۱۹۹۴-۱۹۹۵

## اسکاتلند
- John Peacock - پیام مشهد - ۱۹۹۰-۱۹۹۱٬۱۹۹۴-۱۹۹۵
- Steven Moniye - پیام مشهد - ۱۹۹۰-۱۹۹۱٬۱۹۹۴-۱۹۹۵